# مهرآبادو
مهرآبادو یک روستا در ایران است که در استان اصفهان واقع شده‌است. مهرآبادو ۷۳ نفر جمعیت دارد.